# Bol'šoj Nimnyr
Il Bol'šoj Nimnyr ((in russo Большой Нимныр?; grande Nimnyr) è un fiume della Russia siberiana orientale (Repubblica Autonoma della Jacuzia), affluente di destra dell'Aldan (bacino idrografico della Lena).
Il fiume è formato dalla confluenza dei fiumi Changas-Nimgerkan (26 km) e Unga-Nimgerkan (18 km) alla fine della dorsale Zapadnye Jangi (Jangi occidentale) nell'altopiano dell'Aldan. Scorre in direzione nord-occidentale e sfocia nell'Aldan a 1888 km dalla foce. La lunghezza del fiume è di 181 km, il bacino imbrifero è di 4 860 km². I maggiori tributari sono Tommot (72 km) dalla destra idrografica, Chardagas (57 km) dalla sinistra. Il fiume è gelato, in media, dalla prima metà di ottobre alla seconda metà di maggio. 
Sulla riva destra, nell'alto corso, si trova il villaggio omonimo del distretto Aldanskij, sotto il quale la ferrovia Amuro-Jakutsk attraversa il fiume.